# El Vellón
El Vellón ist eine Gemeinde (municipio) mit 2.166 Einwohnern (Stand: 2024) in der Autonomen Gemeinschaft Madrid im Zentrum Spaniens. Zur Gemeinde gehört auch die Ortschaft El Espartal.

## Lage und Klima
El Vellón liegt etwa 50 Kilometer nordnordöstlich von Madrid in einer Höhe von ca. 890 m. Das Klima ist im Winter rau, im Sommer dagegen gemäßigt bis warm; Regen (ca. 467 mm/Jahr) fällt übers Jahr verteilt.

## Bevölkerungsentwicklung
| Jahr      | 1970 | 1981 | 1991 | 2001 | 2011 | 2021 |
| Einwohner | 908  | 898  | 900  | 1190 | 1760 | 2083 |

Der Bevölkerungsschub zu Beginn des 21. Jahrhunderts ist auf den Neubau von Wohnsiedlungen zurückzuführen.

## Wirtschaft und Infrastruktur
Die Gemeinde war jahrhundertelang landwirtschaftlich orientiert; im Ort selbst ließen sich Händler, Handwerker und Dienstleister aller Art nieder.

## Sehenswürdigkeiten
- Himmelfahrtskirche in El Vellón
- Kirche Mariä Empfängnis in El Espartal
- Einsiedelei St. Blasius
- Rathaus

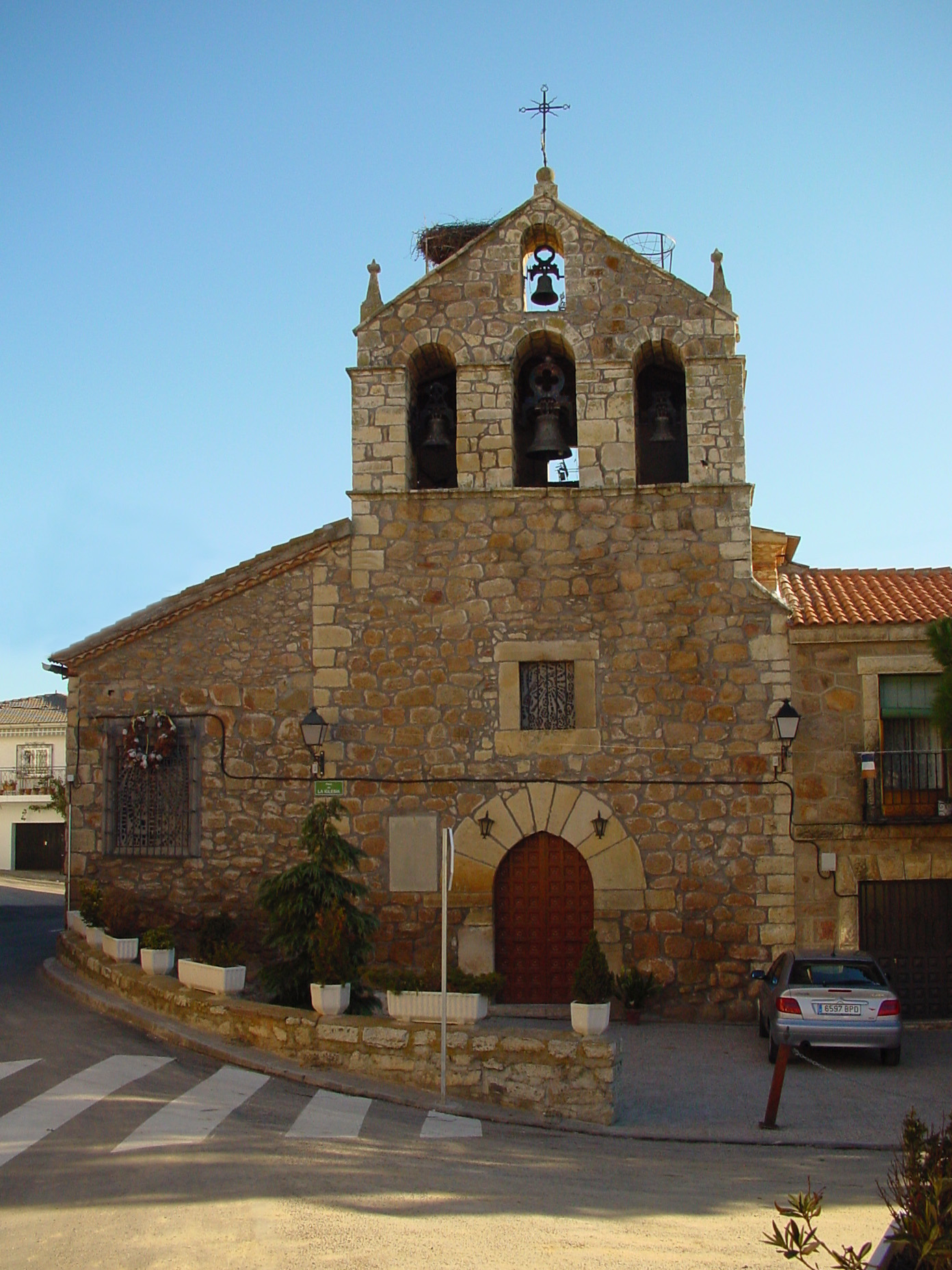
Himmelfahrtskirche
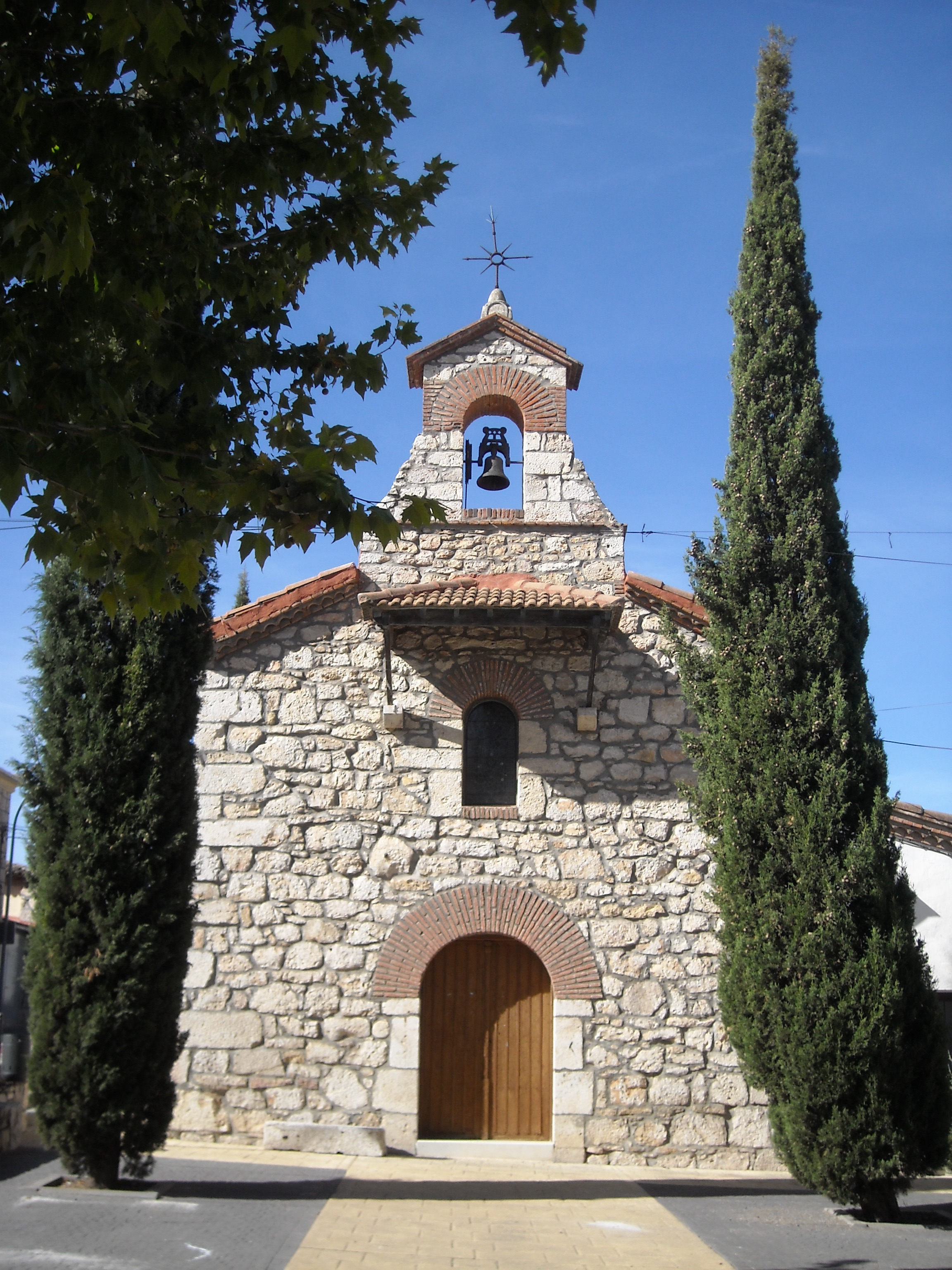
Kirche Mariä Empfängnis
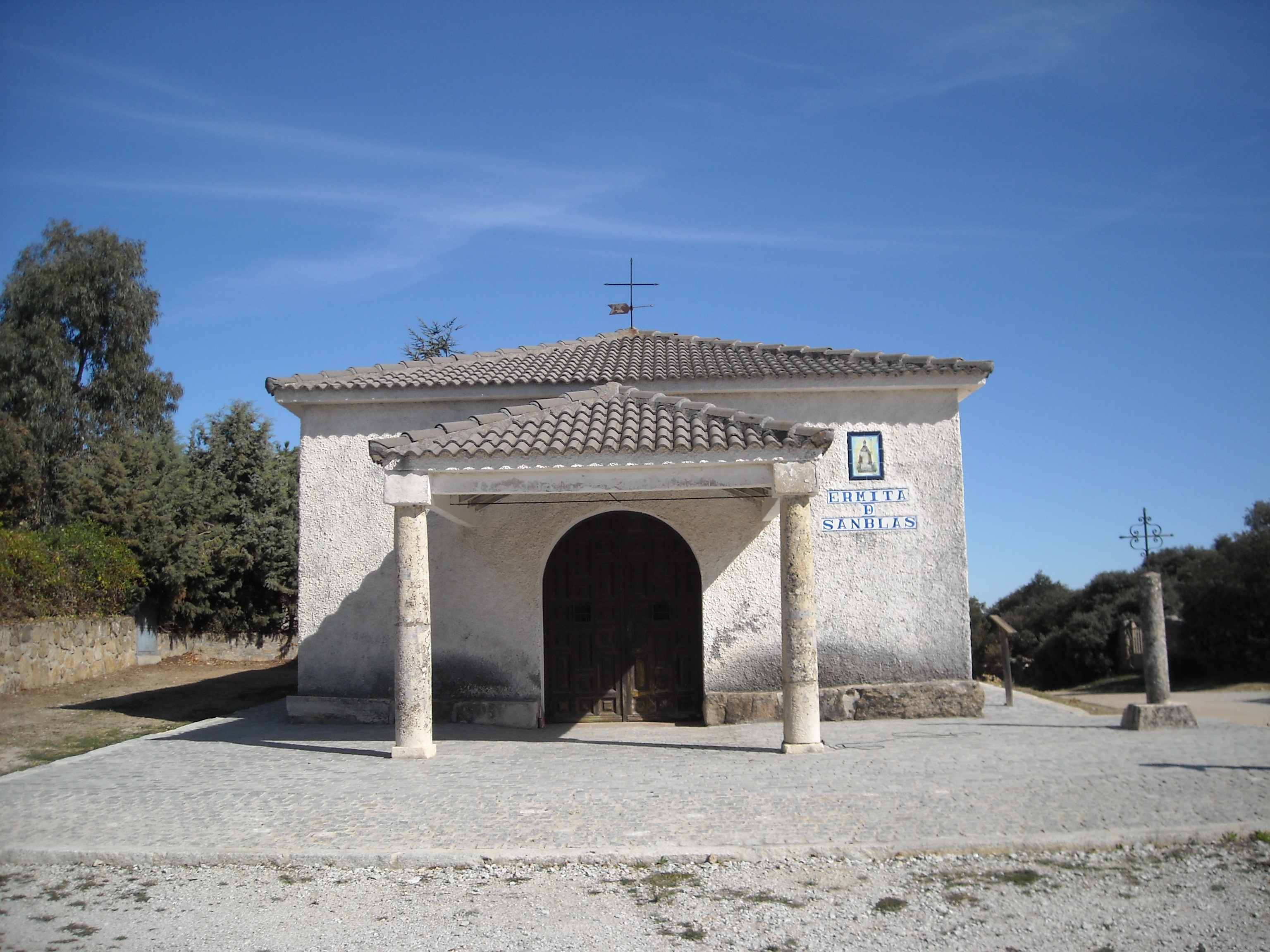
Einsiedelei St. Blasius
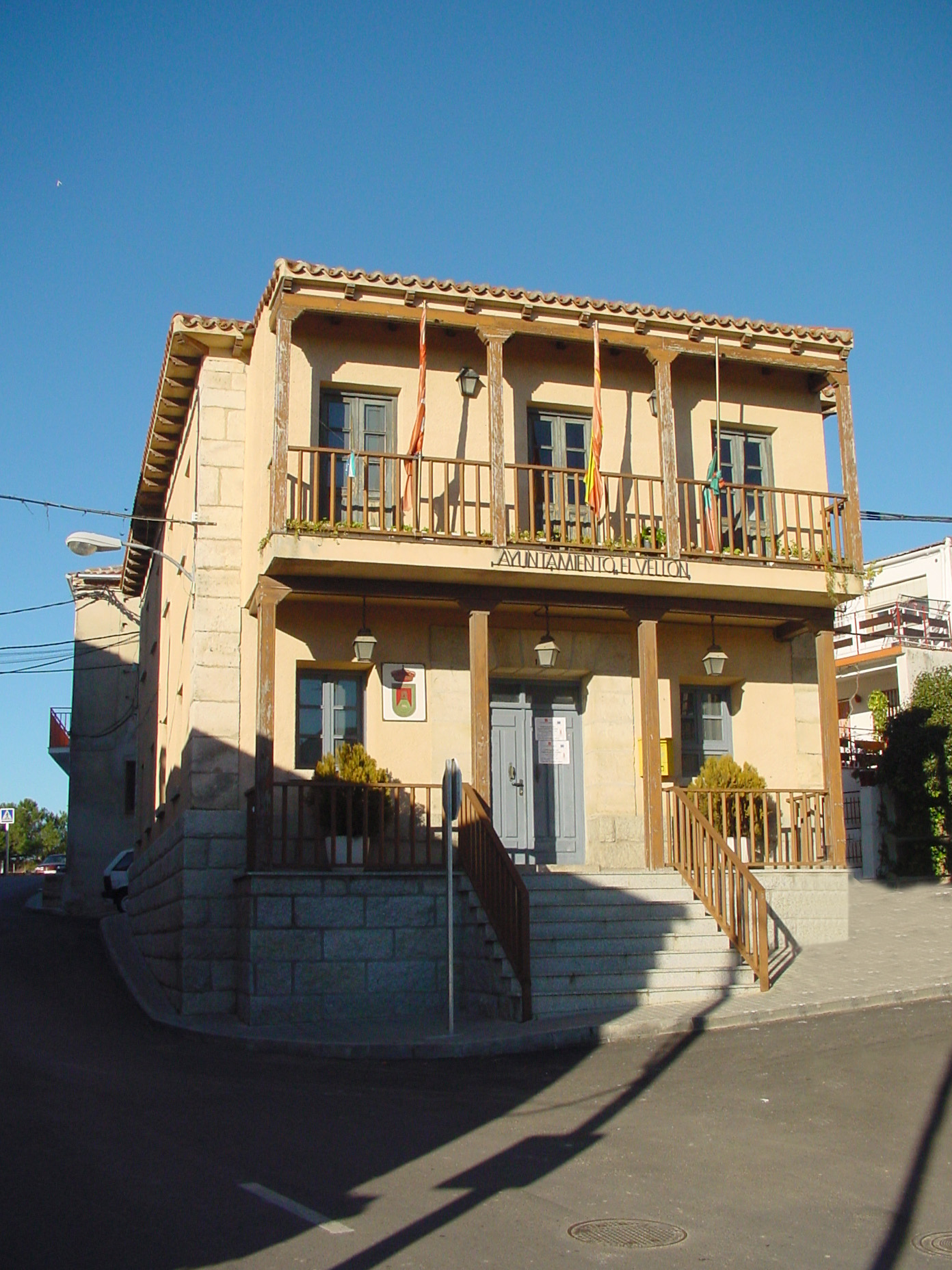
Rathaus

## Persönlichkeiten
- José María Carrascal (* 1930), Schriftsteller